# اکسل رز
دابلیو. اکسل رز (انگلیسی: W. Axl Rose؛ با نام تولد ویلیام بروس رز جونیور؛ زادهٔ ۶ فوریه ۱۹۶۲) خواننده و ترانه‌نویس آمریکایی است. او بیشتر به‌عنوان خوانندهٔ اصلی و ترانه‌نویس گروه موسیقی هارد راک گانز ان روزز مشهور است و همچنین از زمان تأسیسش در سال ۱۹۸۵ تنها عضو ثابت این گروه بوده‌است. او همچنین با بند راک استرالیایی ای‌سی/دی‌سی همکاری کرده‌است و پس از کاهش شنوایی برایان جانسن در سال ۲۰۱۶ برای مدتی جانشین او شد. رز از سوی رسانه‌های گوناگونی از جمله رولینگ استون و ان‌ام‌ئی یکی از برترین خوانندگان تمام دوران نامیده شده‌است.
رز در لافیت، ایندیانا به دنیا آمد و بزرگ شد. در اوایل دههٔ ۱۹۸۰ به لس آنجلس نقل مکان کرد و آن‌جا در صحنهٔ محلی راک فعالیت داشت و به چندین بند از جمله هالیوود زر و ال.ای. گانز پیوست. او در سال ۱۹۸۵ گانز ان روزز را تشکیل داد و در اواخر دههٔ ۱۹۸۰ و اوایل دههٔ ۱۹۹۰ با این بند موفقیت و شهرت گسترده‌ای را کسب کرد. نخستین آلبوم آن‌ها، اشتها برای ویرانی (۱۹۸۷) بیش از ۳۰ میلیون نسخه در سراسر جهان فروخته، و با فروش ۱۸ میلیون نسخه، پرفروش‌ترین آلبوم آغاز به کار یک هنرمند در ایالات متحده است. پس از آن، آلبوم‌های دوقلو از توهمت استفاده کن ۱ و از توهمت استفاده کن ۲ (۱۹۹۱) را منتشر کردند. این دو آلبوم نیز به‌طور گسترده‌ای موفق بودند و به‌ترتیب در شمارهٔ ۲ و شمارهٔ ۱ بیلبورد ۲۰۰ قرار گرفتند و در مجموع ۳۵ میلیون نسخه در سراسر جهان فروخته‌اند.
در سال ۲۰۱۲، نام رز به‌عنوان عضوی از گانز ان روزز به تالار تالار مشاهیر راک اند رول معرفی شد، اگرچه او از شرکت در این رویداد خودداری کرد و درخواست حذف نام خود از تالار را داد.